# Soses
Soses község Spanyolországban, Lleida tartományban. Soses Torres de Segre, Aitona, Alcarràs és Fraga községekkel határos. Lakosainak száma 1881 fő (2024).

## Népesség
A település népessége az utóbbi években az alábbiak szerint változott:
| Lakosok száma | 89   | 1058 | 1251 | 1373 | 1522 | 1565 | 1716 | 1754 | 1763 | 1881 |
|               | 1717 | 1887 | 1936 | 1960 | 1986 | 2004 | 2009 | 2014 | 2019 | 2024 |